# Kathleen Stock
Kathleen Mary Linn Stock (Aberdeen, 1971 ou 1972) é uma filósofa e escritora britânica. Ela foi professora de filosofia na Universidade de Sussex até 2021. Ela publicou trabalhos acadêmicos sobre estética, ficção, imaginação, objetificação sexual e orientação sexual.
As suas opiniões sobre os direitos dos transgêneros e a identidade de gênero tornaram-se uma questão controversa. Em dezembro de 2020, ela foi nomeada Oficial da Ordem do Império Britânico (OBE) em reconhecimento aos serviços prestados ao ensino superior, uma decisão que foi posteriormente criticada por um grupo de mais de 600 filósofos acadêmicos que argumentaram que a "retórica prejudicial" de Stock contribuiu para a marginalização das pessoas transgênero. Em outubro de 2021, ela renunciou à Universidade de Sussex. Isto aconteceu depois de uma campanha estudantil ter sido realizada pedindo a sua demissão e o sindicato universitário ter acusado a universidade de "transfobia institucional". Um grupo de mais de 200 filósofos acadêmicos do Reino Unido assinou uma carta aberta em apoio à liberdade acadêmica de Stock.

## Primeiros anos e educação
Stock nasceu em Aberdeen, e foi criada em Montrose, Escócia. É filha de um professor de filosofia na Universidade de Aberdeen, e de uma revisora de jornal. Stock estudou francês e filosofia no Exeter College, em Oxford, seguido de um mestrado na Universidade de St Andrews. Ela então ganhou uma bolsa de estudos que lhe permitiu estudar para um doutorado em filosofia na Universidade de Leeds.

## Carreira acadêmica
Após sua graduação, Stock lecionou brevemente na Universidade de Lancaster e na Universidade da Ânglia Oriental antes de ingressar na Universidade de Sussex em 2003, onde trabalhou como leitora e, mais tarde, como professora de filosofia. Em 28 de outubro de 2021, a universidade anunciou a renúncia de Stock do cargo após a controvérsia em torno de suas opiniões sobre identidade de gênero; o anúncio, escrito pelo vice-reitor da escola, lamentou que Stock não "se sentisse capaz de retornar ao trabalho" e que ela tivesse sido vítima de "bullying e assédio".
Stock escreveu uma monografia, bem como artigos em periódicos acadêmicos revisados por pares, e contribuiu com vários capítulos para volumes editados. Ela editou Philosophers on Music: Experience, Meaning, and Work (primeira edição em 2007) e, juntamente com Katherine Thomson-Jones, editou New Waves in Aesthetics (2008). Na sua monografia Only Imagine: Fiction, Interpretation and Imagination (2017), ela defende o intencionalismo autoral.
Stock foi vice-presidente da Sociedade Britânica de Estética de 2019 a 2020. Ela deu palestras na Universidade de York, na Sociedade Aristotélica, no Fórum de Estética de Londres, na Universidade de Wolverhampton, e na Sociedade Americana de Estética. Após a renúncia de Stock a Sussex, ela anunciou que se juntaria à Universidade de Austin como bolsista em meio período, sem a necessidade de se mudar para Austin, Texas.

## Visões sobre autodeclaração de gênero
Stock é reconhecida como uma feminista proeminente e crítica de gênero. Ela se opôs à autodeclaração de transgênero em relação às reformas propostas à Lei de Reconhecimento de Gênero do Reino Unido de 2004 e argumentou que permitir a autodeclaração "ameaçaria uma compreensão segura do conceito 'lésbica'". Ela disse que muitas mulheres trans são "ainda homens com genitália masculina, muitas são sexualmente atraídas por mulheres e não deveriam estar em lugares onde as mulheres se despem ou dormem de forma completamente irrestrita". Ela negou se opor aos direitos trans, dizendo: "Eu afirmo alegremente e vocalmente os direitos das pessoas trans de viverem suas vidas livres de medo, violência, assédio ou qualquer discriminação" e "acho que discutir os direitos das mulheres é compatível com a defesa desses direitos trans".
Estudantes e acadêmicos começaram a criticar as opiniões de Stock em 2018, quando ela se manifestou contra as mudanças propostas na Lei de Reconhecimento de Gênero; as mudanças permitiriam que pessoas de todas as idades se identificassem legalmente como um gênero específico sem a exigência de um diagnóstico psicológico ou médico. Ela recebeu ameaças de morte em razão de sua posição.
Em 2019, Stock assinou a "Declaração sobre os Direitos das Mulheres Baseados no Sexo" da Campanha pelos Direitos Humanos das Mulheres (em inglês: WHRC). Em junho de 2019, Stock foi convidada para falar na Sociedade Aristotélica sobre suas opiniões sobre identidade de gênero. A organização Minorities and Philosophy (MAP) do Reino Unido e sua contraparte internacional divulgaram uma declaração conjunta contra Stock falando no evento, dizendo "Nem todo item de obsessão pessoal e ideológica é digno de debate filosófico. Em particular, o ceticismo sobre os direitos de grupos e indivíduos marginalizados, onde questões de vida e morte estão em jogo, não estão em debate."
Em 2020, Stock testemunhou perante o Comitê das Mulheres e da Igualdade da Câmara dos Comuns e prestou depoimento oral em resposta à reforma da Lei de Reconhecimento de Gênero.
A jornalista Janice Turner escreveu no The Times que Stock "ensina estudantes trans, respeitando seus pronomes, e escreveu repetidamente em apoio aos seus direitos humanos".
Em 2021, Stock fez uma submissão ao Projeto de Lei do Ensino Superior (Liberdade de Expressão), destacando o que ela descreveu como assédio e uma cultura de medo e autocensura nas universidades britânicas em relação às suas visões críticas de gênero sobre "demandas transativistas para reconhecer e priorizar a identidade de gênero".
Seu livro de 2021, Material Girls: Why Reality Matters for Feminism, oferece uma discussão crítica da teoria da identidade de gênero. A sua tese, de acordo com a crítica Christina Patterson, é que existe "uma nova ortodoxia, na qual o sexo dá lugar ao sentimento, e o sentimento supera os factos". No livro, Stock apoia leis de proteção para pessoas trans, mas opõe-se, de acordo com o The Guardian, "à institucionalização da ideia de que a identidade de gênero é tudo o que importa – que a forma como nos identificamos confere automaticamente todos os direitos desse sexo". Ela descreve a lei que dá às pessoas trans o direito de mudar de gênero como uma ficção jurídica, uma espécie de "inverdade útil".
Em maio de 2021, Stock foi nomeada administradora da LGB Alliance.
Em janeiro de 2023, Stock criticou a proposta do governo do Reino Unido de proibir a terapia de conversão, dizendo que "proibir a terapia de conversão para menores roubará das crianças trans a chance de pensar novamente, colocando-as no caminho do tratamento médico".

### Campanha de estudantes da Universidade de Sussex
Em outubro de 2021, um grupo que se autodenominava estudantes queer, trans e não binários da Universidade de Sussex iniciou uma campanha para que Stock fosse demitida, afirmando que ela estava "apoiando uma versão bastarda do feminismo radical que exclui e coloca em perigo as pessoas trans". Os estudantes criticaram Stock por ser um administrador da LGB Alliance e por assinar a declaração da Campanha pelos Direitos Humanos das Mulheres. O grupo Anti Terf Sussex disse que Stock era um perigo para as pessoas transgênero e que "Não estamos em debate. Não podemos ser levados a deixar de existir". Uma declaração no Instagram disse que era de "um grupo anônimo e não afiliado de estudantes queer, trans e não binários que não permitirão que nossa comunidade seja caluniada e prejudicada por alguém cujo salário vem de nossos bolsos". A polícia aconselhou Stock a tomar precauções para sua segurança, incluindo a instalação de CFTV em sua casa e o uso de guarda-costas no campus.
A própria Stock disse: "As universidades não são lugares onde os estudantes devem apenas esperar ouvir seus próprios pensamentos refletidos neles. Os argumentos devem ser enfrentados com argumentos e a evidência com evidência, não com intimidação ou agressão". Ela disse que, meses antes, havia se queixado à Universidade de Sussex, alegando que esta não havia conseguido protegê-la e salvaguardar sua liberdade acadêmica.

#### Apoiadores do ponto de vista de Stock
A Ministra Adjunta para Mulheres e Igualdade, Kemi Badenoch, a advogada Allison Bailey e a escritora Julie Bindel falaram em defesa de Stock e o vice-reitor da Universidade de Sussex, Adam Tickell, condenou a campanha como uma ameaça à liberdade acadêmica. Ao anunciar uma investigação sobre os protestos, o vice-chanceler declarou: "Estou realmente preocupado que tenhamos manifestantes mascarados a colocar cartazes a pedir a demissão de alguém por exercer o seu direito de expressar as suas opiniões", e que a instituição tinha "deveres legais e morais de garantir que as pessoas pudessem falar livremente".
Um grupo de mais de 200 filósofos acadêmicos do Reino Unido assinou uma carta aberta em apoio à liberdade acadêmica de Stock e sua capacidade de se envolver "em debates abertos e acadêmicos sem medo de assédio". Outra carta aberta em apoio à liberdade acadêmica de Stock foi assinada por acadêmicos jurídicos.
O jornal britânico The Times relatou que a chefe da Comissão para a Igualdade e Direitos Humanos, a Baronesa Falkner de Margravine, "chamou os ataques à Professora Kathleen Stock de vergonhosos e disse que era necessária uma regulamentação mais rigorosa para proteger as pessoas de abusos". Ela disse: "Os direitos das pessoas trans devem, naturalmente, ser protegidos, mas a tentativa de silenciar a liberdade de expressão acadêmica é o oposto do que é a vida universitária". Liz Truss, que era ministra das mulheres e da igualdade na época, deu à carta de Falkner seu "total apoio". A historiadora de Oxford, Selina Todd, descreveu a declaração de Tickell como uma "aprovação à liberdade acadêmica, ao mesmo tempo que assegurava aos estudantes a 'inclusão'" da universidade e criticou o University and College Union pelo seu silêncio. The Times publicou uma carta de apoio a Stock, escrita por um grupo de pessoas trans, afirmando que estavam "horrorizados com o facto de os direitos trans (...) estarem a ser usados para desculpar uma campanha sem princípios de assédio e abuso".
Uma declaração de solidariedade assinada por centenas de "acadêmicos, acadêmicos reformados, estudantes, antigos alunos e funcionários universitários/universitários" divulgada pela GC Academia Network, um grupo que se descreve como crítico em termos de gênero, expressou preocupações "sobre a erosão contínua dos direitos das mulheres baseados no sexo na lei, na política e na prática" e condena a recente escalada de intimidação por um pequeno grupo.

#### Opositores da posição de Stock
A filial de Sussex do Sindicato Universitário e de Faculdades (em inglês: UCU) criticou fortemente o vice-reitor pela sua declaração, dizendo que Tickell não tinha defendido a dignidade e o respeito dos estudantes e funcionários trans. O sindicato disse que se solidariza com os estudantes e com o seu direito de protestar, e que "instamos a nossa gestão a tomar uma posição clara e forte contra a transfobia em Sussex". Também apelou a uma investigação sobre a "transfobia institucional" na Universidade de Sussex. No entanto, acrescentou que "não apoiamos o apelo para que qualquer trabalhador seja sumariamente despedido". Respondendo à declaração, Stock disse que isso tinha "efetivamente terminado" a sua carreira na Universidade de Sussex.
A Ministra Sombra para as Mulheres e Igualdades (Shadow Minister for Women and Equalities), Taiwo Owatemi, classificou a declaração da UCU como "forte e baseada em princípios" e disse estar "muito preocupada com o trabalho [de Stock] como administradora do grupo LGB Alliance", que, segundo ela, deveria ser "rejeitado por todos aqueles que acreditam na igualdade".
Pouco depois de divulgar a declaração, membros da diretoria da filial de Sussex da UCU disseram que receberam ameaças pessoais e tiveram seus dados de contato divulgados. Um porta-voz da organização nacional da UCU condenou isto e disse que "estas questões estão a ser levantadas imediatamente com a liderança da universidade".

#### Renúncia
Após anunciar sua renúncia da universidade em 28 de outubro de 2021, Stock deu uma entrevista de rádio no Woman's Hour em 3 de novembro. Ela negou ser transfóbica e explicou que sua renúncia ocorreu após ataques sofridos por colegas que se opõem às suas opiniões e que promovem uma resposta "extrema" de seus alunos: "em vez de se envolverem em discussões comigo usando a razão, as evidências – os métodos tradicionais da universidade – eles dizem a seus alunos em palestras que eu represento um perigo para os alunos trans."

### Polêmica sobre a presença de Stock na Oxford Union
Em abril de 2023, antes de uma presença planejada de Stock na Oxford Union em 30 de maio, a sociedade LGBTQ+ da Universidade de Oxford expressou consternação pelo fato de o sindicato ter "decidido dar destaque à palestrante transfóbica e excludente de trans Kathleen Stock".
Posteriormente, em maio de 2023, The Telegraph publicou uma carta de acadêmicos endossando a palestra de Stock. A carta dizia: "Quer se concorde ou não com as opiniões do Professor Stock, não existe um ideal plausível e atraente de liberdade acadêmica, ou de liberdade de expressão em geral, que condene a sua expressão como estando fora dos limites do discurso permitido." Mais de 40 acadêmicos e funcionários assinaram a carta, incluindo Nigel Biggar e Richard Dawkins.
Em resposta, a sociedade LGBTQI+ organizou uma carta apoiando a oposição a Stock por parte de estudantes transgênero. A carta foi assinada por mais de 100 acadêmicos e funcionários e dizia: "Acreditamos que os estudantes trans não devem ser obrigados a debater sua existência. Também refutamos que esta seja uma questão de liberdade de expressão – desconvidar alguém não o impede de falar." Stock negou que a existência de estudantes trans estivesse sendo debatida. Ela disse: "Estamos discutindo como as demandas de um grupo radical de ativistas trans – muitos dos quais não são trans – afetam outras pessoas. Isso não é a mesma coisa. Estou muito clara de que as pessoas trans merecem proteção total sob a lei."
A palestra ocorreu em 30 de maio de 2023, embora tenha sido interrompida logo após o início devido a um manifestante que estava grudado no chão usando uma camisa com os dizeres "chega de crianças trans mortas". Dois outros manifestantes estavam dentro do local e muitos outros manifestantes do lado de fora.

### Gender Wars
No mesmo dia do discurso da Oxford Union, Channel 4 transmitiu Gender Wars, um documentário que apresenta Stock como o principal representante do lado crítico de gênero da "questão trans". O documentário centrou-se num discurso anterior feito por Stock durante um debate na Cambridge Union sobre o "direito de ofender", que atraiu protestos e obteve ampla cobertura da mídia na época. O filme foi criticado por seu foco em Stock, mas também elogiado por dar "voz a ambos os lados do debate transgênero".

## Grupo The Lesbian Project
Em 9 de março de 2023, Stock, juntamente com a tenista Martina Navratilova e a escritora Julie Bindel, lançou o The Lesbian Project. O grupo pretende dar uma voz política apartidária às mulheres do Reino Unido que se sentem atraídas pelo mesmo sexo. Descreve o seu propósito de "destacar e defender as experiências, percepções e sensibilidades das lésbicas em toda a sua diversidade". Explicando sua motivação, Stock disse: "Lésbicas sempre existirão, mas estamos em uma crise na qual jovens lésbicas não querem ser associadas à palavra. Algumas delas querem se descrever como queer e algumas delas preferem não se ver como mulheres, mas como não binárias." O propósito do Lesbian Project, de acordo com Stock, é "colocar as necessidades e interesses lésbicos de volta em foco, impedir que lésbicas desapareçam na bandeira de arco-íris e dar a elas uma voz política apartidária." O PinkNews disse que o Lesbian Project é um "grupo criado exclusivamente para lésbicas cisgênero – em reação à inclusão trans em espaços LGBTQ+", e relatou que os materiais de lançamento usaram involuntariamente fotos de pessoas trans e não binárias.

## Honraria
Stock foi nomeada Oficial da Ordem do Império Britânico (OBE) nas Honras de Ano Novo de 2021 por serviços prestados ao ensino superior. Em resposta, mais de 600 acadêmicos assinaram uma carta criticando a decisão do governo e expressando preocupação sobre uma "tendência para confundir o alarmismo transfóbico com estudos valiosos, e os ataques a pessoas já marginalizadas com exercícios corajosos de liberdade de expressão". Stock respondeu que o conteúdo da carta era ridículo, dizendo que "eles me acusaram de coisas completamente selvagens, como apoiar o patriarcado e impedir que pessoas transgênero tenham acesso a cuidados médicos, embora eu não tenha dito nada sobre isso, exceto quando se trata de crianças". Uma contra-carta em sua defesa foi assinada por mais de 400 pessoas.

## Vida pessoal
Stock é lésbica, tendo se assumido mais tarde na vida; em Material Girls, ela se descreve como "uma lésbica e (...) uma mulher não-conformista com o sexo". Janice Turner no The Times descreveu-a, entre outros termos, como uma "lésbica de esquerda". Ela mora em Sussex com sua parceira e dois filhos de um casamento anterior.

## Obras publicadas
- Philosophers on Music: Experience, Meaning, and Work (em inglês). Oxford University Press, 2007, ed.[84]
- New Waves in Aesthetics, editado com Katherine Thomson-Jones (em inglês). Palgrave-Macmillan, 2008)[85]
- Fantasy, imagination, and film. British Journal of Aesthetics (em inglês), 2009. 49 (4): 357–369.
- Fictive Utterance and Imagining. Aristotelian Society Supplementary Volume (em inglês). 2011, 85 (1): 145–161.
- Some Reflections on Seeing-as, Metaphor-Grasping and Imagining. Aisthesis: Pratiche, Linguaggi E Saperi Dell'Estetico (em inglês). 2013, 6 (1): 201–213.
- Imagining and Fiction: Some Issues. Philosophy Compass (em inglês). 2013, 8 (10): 887–896.
- Sexual Objectification (em inglês). Análise, 2015, 75 (2): 191–195.
- Learning from fiction and theories of fictional content. Teorema: International Journal of Philosophy (em inglês), 2016, (3): 69–83.
- Only Imagine: Fiction, Interpretation and Imagination (em inglês) Oxford University Press, 2017.[19][20]
- Material Girls: Why Really Matters for Feminism (em inglês) Fleet, 2021.[44]